# Tomorrow the green grass
Tomorrow the green grass is het vierde studioalbum van de Amerikaanse countryrock band The Jayhawks. Net als het vorige album Hollywood Town Hall speelt de band een mix van melodieuze pop en rock met harmonieuze zang. Mark Olson heeft Miss Williams’ guitar opgedragen aan zijn vrouw Victoria Williams. Bad time is oorspronkelijk van de Amerikaanse hardrockband Grand Funk Railroad en geschreven door de zanger/gitarist van die band, Mark Farner.

## Tracklist
Alle nummers van dit album zijn geschreven door Mark Olson en Gary Louris, behalve als het anders staat vermeld.
1. Blue - (3:11)
2. I'd run away - (3:23)
3. Miss Williams' guitar - (3:06)
4. Two hearts - (3:22)
5. Real light - (3:25)
6. Over my shoulder - (3:41)
7. Bad time – (Mark Farner) - (3:27)
8. See him on the street - (3:09)
9. Nothing left to borrow - (3:24)
10. Ann Jane - (4:00)
11. Pray for me - (3:39)
12. Red's song – (Mark Olson, Gary Louris en Marc Perlman) - (3:58)
13. Ten little kids - (4:33)

## Muzikanten

### The Jayhawks
- Mark Olson –zang, akoestische gitaar, elektrische gitaar
- Gary Louris –zang, elektrische gitaar, akoestische gitaar
- Marc Perlman – basgitaar
- Karen Grotberg - piano, keyboard, zang
- Bentmon Tench - keyboards
- Don Heffington – drums, percussie

Dit is het eerste album waarop Karen Grotberg (piano, keyboards en zang) mee speelt. Drummer Ken Callahan heeft de band verlaten in 1993, dus voordat dit album werd opgenomen. Hij is op dit album vervangen door Don Heffington, die eerder o.a. heeft gespeeld met Leo Kottke, Emmylou Harris en Victoria Williams. Ook Mark Olson heeft na dit album de band verlaten.

### Overige muzikanten
- Paul Buckmaster – strijkersarrangementen (track 1)
- Lily Haydn – viool en altviool (track 2 en 9)
- George Drakoulias – baritongitaar solo (track 4)
- Tammy Rodgers – viool (track 6)
- Sharleen Spiteri – achtergrondzang (track 7)
- Greg Leese – pedaal steelgitaar (track 13)
- Victoria Williams – achtergrondzang (track 13)

## Productie
De onderstaande technici hebben meegewerkt aan de productie van dit album. George Drakoulias was onder meer de vaste producer van the Black Crowes.
- Producer – George Drakoulias
- Geluidstechnicus (mix)- Dave Bianco
- Geluidstechnicus (opname)– Clif Norrell
- Mastering – Stephen Marcussen
- Assistent geluidstechnicus – Jeff Sheenen (Sound city), Victor Janacua (Louwie’s Clubhouse) en Jamie Seyberth (Larrabee North)

De plaat is opgenomen in de Sound City Van Nuys Studios en Louie’s Clubhouse, beide in Los Angeles. Het album is gemixt in Larrabee North in Hollywood en gemasterd in Precision Mastering in Los Angeles.
Het album is uitgebracht in februari 1995. Deze plaat is zowel op vinyl (LP) als op CD verschenen. Er zijn latere versies van dit album verschenen (met bonus tracks) maar die staan niet vermeld in dit artikel. Op de site van Discogs is de discografie van dit album te raadplegen (zie bronnen en referenties).
Op de (groenachtige) albumhoes zitten de bandleden op een grote boomstronk. Het ontwerp is van The Jayhawks en Linda Cobb, de foto’s zijn gemaakt door Marina Chavez en George Drakoulias. De tekst op de achterkant van het album is geschreven door Tony Glover.

## Waardering
Dit album is, evenals het vorige album Holywood Town Hall door critici en kopers beschouwd als een van de beste albums van the Jayhawks. De Amerikaanse site AllMusic waardeerde dit album met vier en een halve ster (maximum is vijf).
AllMusic recensent Mark Deming schrijft in zijn recensie: If Hollywood Town Hall is inarguably the Jayhawks' best album, Tomorrow the Green Grass runs a very close second, and though it was to be the group's last album with Mark Olson, the eclectic approach pointed the way to the sound and style of the fine records the Louris-led version of the band would go on to make.
Dit album bereikte # 92 in de Amerikaanse Billboard Album 200 en # 41 in het Verenigd Koninkrijk.